# Avricourt (Meurthe-et-Moselle)
Avricourt település Franciaországban, Meurthe-et-Moselle megyében. Lakosainak száma 390 fő (2022. január 1.). Avricourt Avricourt, Foulcrey, Amenoncourt és Igney községekkel határos.

## Népesség
A település népességének változása:
| Lakosok száma | 565  | 543  | 524  | 425  | 392  | 385  | 386  | 387  | 388  | 390  |
|               | 1968 | 1982 | 1990 | 2006 | 2013 | 2015 | 2017 | 2019 | 2020 | 2022 |